# Morový sloup (Benešov nad Černou)
Morový sloup se sochami sv. Jana Nepomuckého a dalších světců v Benešově nad Černou ve východní části okresu Český Krumlov v Jihočeském kraji je jedním z řady památkově chráněných objektů na benešovském náměstí. Toto sousoší je zároveň součástí městské památkové zóny Benešov nad Černou, která byla stanovena na základě vyhlášky Ministerstva kultury České republiky č. 250/1995 Sb. ze dne 22. září 1995 a je zapsána v Ústředním seznamu kulturních památek ČR pod číslem 2355.

## Historie
Sloup byl na náměstí v Benešově nad Černou (na přelomu 17. a 18. století uváděn jako Benessow) vztyčen v roce 1726. Stalo se tak   pět let poté, kdy papež Inocenc XIII. prohlásil Jana Nepomuckého (Jana z Pomuku) za blahoslaveného a kdy vrcholilo úsilí o jeho svatořečení. Vytvoření barokní dominanty uprostřed benešovského náměstí je spojováno nejen s rozvíjejícím se kultem uctívání Jana Nepomuckého, ale také s památkou na poslední morovou epidemii, která postihla zemi v roce 1714.

## Popis
Ústředním prvkem této významné barokní památky je trojboký sloup ve tvaru jehlanu, symbolizující Nejsvětější Trojici. Sloup je zakončen barokně stylizovanou korintskou hlavicí s rostlinnými motivy a hlavičkami tří putti, na níž je umístěna socha sv. Jana Nepomuckého, tváří obráceného směrem k východní straně náměstí, kde stojí kostel sv. Jakuba Většího. Na vysunutých rozích masivnějšího podstavce stojí sochy dalších tří světců - sv. Rocha, sv. Šebestiána a sv. Floriána, který jako ochránce proti ohni měl v Benešově, často stiženém požáry, zvláštní význam. Po stranách trojbokého sloupu jsou reliéfy dalších světců. Na čelní straně je vyobrazen sv. Dominik, vlevo od něj sv. Leonard a vpravo je obraz zavraždění sv. Václava. Základ sloupu je zhotoven ze žuly, sochy jsou vytvořeny z vápence.
Na všech třech stranách podstavce jsou latinské nápisy. Uprostřed je text  "LATAEQVE / IN POPVLO ADAVGENDAE / SANCTI ROSARII / DEVOTIONI",  na pravé straně je nápis "BENESCHOVIENSIVM / SANCTE INDVSTRIA PIETAS / POSVIT / ET RENOVATA 1775 / 1803 1853 1904" a nalevo pak slova " DEIPARAE / TVM RELIQVIS / TVTELARIBVS SANCTIS / HONORI / 1990".